# Goldkofen

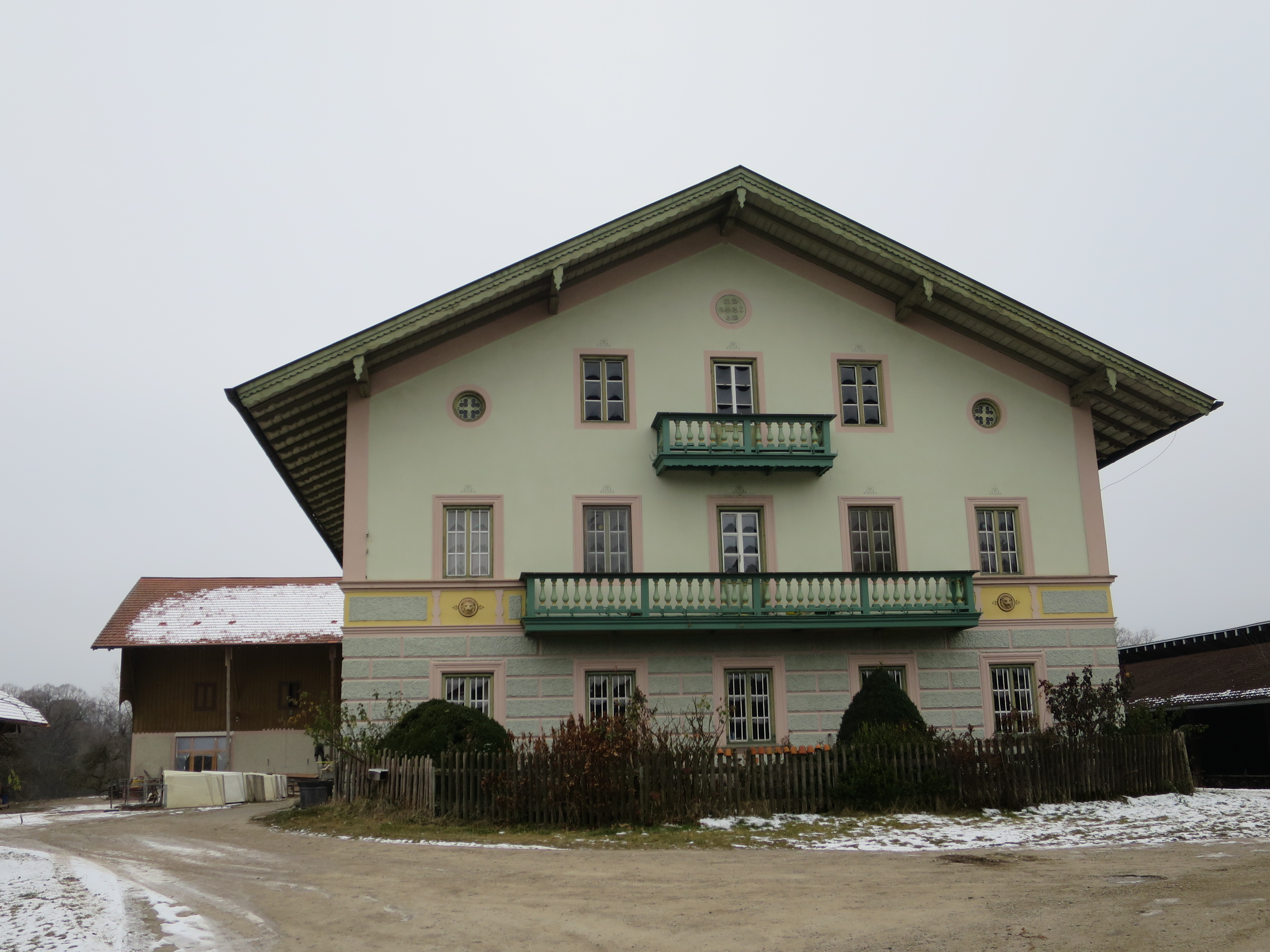
Bauernhaus in Goldkofen, 2021

Der Ort Goldkofen, auch Golkofen, liegt in der Gemeinde Egling im oberbayerischen Landkreis Bad Tölz-Wolfratshausen. 
Die Einöde ist der amtlich benannte Gemeindeteil Goldkofen der Gemeinde Egling und liegt auf der Gemarkung Moosham circa fünf Kilometer Luftlinie südwestlich von Egling.

## Baudenkmäler
Siehe: Liste der Baudenkmäler in Egling#Weitere Ortsteile